# Cutia (geslacht)
Cutia is een geslacht van zangvogels uit de familie Leiothrichidae. Het geslacht telt twee soorten.

## Soorten
- Cutia legalleni  – Vietnamese cutia
- Cutia nipalensis  – Himalayacutia